# Вари (Мачерата)
Вари је насеље у Италији у округу Мачерата, региону Марке.
Према процени из 2011. у насељу је живело 61 становника. Насеље се налази на надморској висини од 690 м.